# كريس سنغ
كريس سنغ (بالإنجليزية: Chris Sang)‏ هو لاعب كرة قدم بريطاني في مركز الهجوم، ولد في 29 يونيو 1999 في ليفربول في المملكة المتحدة. لعب مع نادي ساوثبورت.

## وصلات خارجية
- كريس سنغ على موقع قاعدة بيانات كرة القدم.إي يو (الإنجليزية)
- كريس سنغ على موقع Soccerbase.com (لاعب) (الإنجليزية)
- كريس سنغ على موقع Soccerway.com (الإنجليزية)